# Nesiarchus
Nesiarchus is een monotypisch geslacht van straalvinnige vissen uit de familie van slangmakrelen (Gempylidae). Het geslacht is voor het eerst wetenschappelijk beschreven in 1862 door Johnson.

## Soort
- Nesiarchus nasutus Johnson, 1862